# حزب جمهوری
حزب جمهوری (ارمنی: Հանրապետություն կուսակցություն) یک حزب سیاسی متمایل به حمایت از اروپا در ارمنستان می‌باشد. این حزب در تاریخ آوریل ۲۰۰۱ توسط اعضای حزب جمهوری‌خواه ارمنستان و اعضای اتحادیه یرکراپاه که عبارتنداز: آرام سارگسیان، آلبرت بازیان واغارشاک هاروتیونیان، آرا گتیکیان و سایرین بنیانگذاری شد. در انتخابات مجلس ارمنستان (۲۰۱۷) و انتخابات شورای شهر ایروان (۲۰۱۷) به همراه حزب‌های ارمنستان روشن و پیمان مدنی (ارمنستان) در ترکیب یک اتحاد راه خروج شرکت نمود.